# Prle upeco ribu
»Prle upeco ribu« je skladba in drugi single skupine September. Single je bil izdan leta 1977 pri založbi PGP RTB.
| A stran | A stran                                                         | A stran |
| Št.     | Naslov                                                          | Dolžina |
| ------- | --------------------------------------------------------------- | ------- |
| 1.      | „Prle upeco ribu‟ (Marjan Malikovič/Marjan Malikovič/September) | 3:00    |

| B stran | B stran                                                         | B stran |
| Št.     | Naslov                                                          | Dolžina |
| ------- | --------------------------------------------------------------- | ------- |
| 1.      | „Ljubav je prava stvar‟ (Janez Bončina/Janez Bončina/September) | 3:09    |

## Zasedba
September
- Janez Bončina Benč – solo vokal
- Tihomir Pop Asanović – klaviature
- Marjan Malikovič – kitare
- Jadran Ogrin – bas, vokal
- Braco Doblekar – tolkala, saksofon, vokal
- Nelfi Depangher – bobni, vokal